# Giovanni Gussone
Giovanni Gussone (Villamaina, 8 febbraio 1787 – Napoli, 14 gennaio 1866) è stato un botanico italiano.

## Biografia
Nacque a Villamaina (AV) l'8 febbraio 1787 da Gaetano e Celestina De Martino. Laureatosi in medicina a Napoli nel 1810 decise di non praticare la professione medica in quanto attratto dal mondo vegetale. Divenne allievo di Michele Tenore, docente di botanica e direttore dell'Orto botanico di Napoli, con il quale iniziò una profonda e proficua collaborazione scientifica. Collaborazione che fu subito esplicitata con la partecipazione alla stesura della monumentale Flora Napolitana e con la nomina di assistente nella direzione dell'Orto botanico. Nel 1812 iniziò una serie di studi sulla flora dell'area napoletana, del Sannio e del Molise, costituendo anche un erbario al cui arricchimento dedicò tutta la vita.
Nel 1817  ebbe  l'incarico dal principe ereditario Francesco di Borbone, allora luogotenente in Sicilia,  di fondare a Palermo l'Orto sperimentale e di acclimatazione di Boccadifalco. Nel 1827, in seguito all'ascesa al trono di Francesco I, fu richiamato a Napoli e nominato Botanico di Corte, con il compito di occuparsi di tutti i siti reali. Durante il soggiorno siciliano ebbe modo di compiere numerose esplorazioni per approfondire la conoscenza  della flora locale spostandosi, anche grazie all'utilizzo di un brigantino messogli a disposizione dal re, nelle isole circostanti, mai visitate fino ad allora dai naturalisti. I viaggi, in Italia e all'estero, furono una costante della sua attività professionale che compì sia come fiduciario del re che per studi e ricerche scientifiche. Nel 1829, ad esempio, accompagnò il re Francesco I in Spagna in occasione delle nozze della figlia, la principessa Maria Cristina, con Ferdinando VII. Durante il soggiorno a Madrid si distinse per capacità e competenze tanto da essere vanamente richiesto dalla stessa corte di Spagna. Nel 1830, mentre la corte rientrava frettolosamente a Napoli a causa dei moti rivoluzionari, si fermò due mesi a Parigi, visitando gli erbari più importanti della città , per poi spostarsi a Londra, dove ebbe modo di vedere l'erbario linneano  Nel 1854 fu nominato professore di botanica e agricoltura presso la R. Scuola di Veterinaria e di Agricoltura, istituita a Napoli nel 1848. Nel 1861, dopo la nascita del Regno d'Italia, fu nominato da Vittorio Emanuele II Professore emerito dell'Università di Napoli. Nel medesimo anno, a riconoscimento dell'importanza dell'attività scientifica svolta, la stessa università  acquistava l'erbario, destinandolo all'Orto Botanico,  e  la biblioteca  personale. Durante la sua carriera ebbe numerosi incarichi tra i quali si ricordano la presidenza dell'Accademia Pontaniana (1862) e la partecipazione al Consiglio Superiore della Pubblica Istruzione. Fu inoltre socio ordinario della R. Accademia delle Scienze di Napoli, della R. Società d'Incoraggiamento e di Storia Naturale, socio corrispondente dell'Accademia di scienze e lettere di Palermo, della R. Accademia Peloritana di Messina, della R. Accademia delle Scienze di Torino, dell'Accademia Truentina di Ascoli, dell'Accademia delle Scienze di Bologna, della Società botanica di Edimburgo e, a Londra , della Società medico-botanica e della Società Linneana.
Morì a Napoli il 14 gennaio 1866.

## Memoria
Alla sua memoria sono state dedicate diverse specie botaniche tra cui Leopoldia gussonei (più comunemente conosciuta come pennacchio di Gussone), Petagnaea gussonei e Quercus gussonei, nonché diversi spazi verdi: il giardino alpino fondato nel 1904 da Fridiano Cavara sulle pendici dell'Etna (e rifondato col nome di Nuova Gussonea) e il parco annesso alla Reggia di Portici.

## Opere
- Analisi delle Osservazioni del dottor Agostino Ronconi su la flora napolitana, del dottor Giovanni Gussone corrispondente al Real Giardino delle piante, stamperia di Angelo Coda, 1811, SBN SBLE007389.
- Catalogus plantarum quae asservantur in regio horto serenissimi Francisci Borbonii principis juventutis in Boccadifalco, ṕrope Panormum: Adduntur nonnullae adnotationes, ac descriptiones novarum aliquot specierum, Typis Angeli Trani, 1821.
- Cenno sul coltivamento del riso secco cinese, Tip. Zambraja, 1826, SBN SBL0413351.
- Plantae rariores quas in itinere per oras Jonii ac Adriatici Maris et per regiones Samnii ac Aprutii, Ex Regia Typographia, 1826.
- Florae siculae prodromus sive Plantarum in Sicilia ulteriori nascentium enumeratio secundum systema Linnaeanum disposita, vol. 1, Ex Regia Typographia, 1827.
- Notizie delle Isole di Linosa, Lampione e Lampedusa, e descrizione di una specie di Stapelia, Atti della R. Accademia delle Scienze di Napoli, 1832
- Florae siculae prodromus, sive, Plantarum in Sicilia ulteriori nascentium enumeratio secundum systema Linnaeanum disposita, vol. 2, Ex Regia Typographia, 1832.
- Florae siculae synopsis, exhibens plantas vasculares in Sicilia insulisque adjacentibus huc usque detectas secundum systema Linneanum dispositas, Ex Typis Tramater, 1843.
- (LA) Florae siculae synopsis, vol. 3, Napoli, Tramater, 1844.
- Enumeratio plantarum vascularium in insula Inarime sponte provenientium vel oeconomico usu passim cultarum, Ex Vanni Typographeo, 1854.